# Monakijski Komitet Olimpijski
Monakijski Komitet Olimpijski (fr. Comité Olympique Monégasque, COM) – organizacja sportowa koordynująca monakijskie organizacje i federacje sportowe, funkcjonująca jako Monakijski Narodowy Komitet Olimpijski i Monakijski Narodowy Komitet Paraolimpijski.

## Historia
Pierwszy raz delegacja monakijska pojawiła się na igrzyskach olimpijskich podczas VII Letnich Igrzyskach Olimpijskich w Antwerpii w 1920 roku, a w 1949 roku książę Rainier III Grimaldi został pierwszym członkiem Międzynarodowego Komitetu Olimpijskiego z ramienia Księstwa (zastąpiony rok później przez swojego ojca Pierre'a, księcia Valentinois). Wszystko to miało miejsce przed założeniem komitetu narodowego. 
Komitet został założony 1 stycznia 1953 roku dekretem książęcym z dnia poprzedniego. Od tego czasu Komitet i jego prezydent reprezentują Księstwo Monako na olimpijskiej arenie międzynarodowej, zrzeszając dwadzieścia narodowych federacji sportowych.
W 1955 roku Pierre, książę Valentinois i przewodniczący Komitetu, przedłożył nową wersję hymnu olimpijskiego, który został zaakceptowany podczas 51. sesji MKOl w Lozannie. 
Monako i Monakijski Komitet Olimpijski były organizatorami:
- II Igrzysk Małych Państw Europy w 1987 roku
- XII Igrzysk Małych Państw Europy w 2007 roku